# Ханты-мансийское имя
Хантыйские и мансийские языки были в обиходе среди хантов и манси в Средние века и используются до сегодняшнего дня. В настоящее время среди хантов и манси распространены общероссийские имена.

## Национальные имена
Зафиксированные XVI в. имена: Ванхо, Елдан, Качеда, Килим, Агна, Себеда, Пынжа, Салтык, Югра, Ахтамак
Сохранившиеся в некоторых местах имена: Олоко, Аптя, Уля ики (ики ’старик’), Сертуш ики, Унху, Нярох, Ай пох, Кулькатли (’черта ловил’), Кучум (’пьяный мужик’), и такие женские имена, как Уенг ими (ими ’женщина’), Уна пелки ими (’большой половины женщина’), Хором Катя (’красивая Катя’), Мось нэ (’женщина Мось’).
Мужские:
- Сотр
- Альвали
- Пэрки
- Айи
- Йины
- Куща
- Щуны
- Поти
- Ойка
- Канта

Женские:
- Эви
- Таскув
- Паркув
- Нены
- Отють
- Енько
- Евья
- Альва
- Энны

## Хантыйские христианские имена
Мужские:
- Санка, Саска — Александр
- Щеман — Семён
- Евтин, Етин — Евгений
- Юхур, Якур — Егор
- Епкув — Ефим
- Кўщма — Кузьма
- Кущта — Константин
- Савка — Савелий
- Лютя — Володя
- Макщим — Максим
- Йощка (Йощкиги) — Иосиф
- Ващка (Ващкиги) — Василий
- Юван, Ванька — Иван
- Тёмкиги — Тимофей
- Микув — Михаил
- Унтары — Андрей
- Щерки — Сергей
- Микит — Никита
- Микипур — Никифор
- Микул — Николай
- Митри — Дмитрий
- Кущма — Кузьма
- Порунь — Прокопий
- Тепан — Степан
- Вәлӑкщи — Алексей
- Антун — Антон
- Таньԓа — Данил
- Пётра — Пётр
- Яращ — Герасим
- Паял — Павел
- Пилья — Филипп
- Никкан — Никанор
- Лосар — Лазарь

Женские:
- Сандра — Александра
- Самар — Тамара
- Сура — Шура
- Марья — Мария
- Марпа — Марфа
- Матра — Матрёна
- Еня — Евгения
- Татья — Татьяна
- Тутья — Дуся
- Палашка — Пелагея
- Вульга, Ена — Ульяна
- Вущта — Устинья
- Урнэ — Ирина
- Петущ — Федосья
- Таращья, Паращья — Прасковья
- Акас, Отють — Агафья
- Матра — Матрёна
- Луща — Людмила
- Литта — Лидия
- Наття — Настя